# Étienne Hirsch (neurobiologiste)
Pour le résistant, ingénieur et haut fonctionnaire français, voir Étienne Hirsch (1901-1994). Pour les homonymes, voir Hirsch.
Étienne C. Hirsch, né le 18 mars 1958, est un neurobiologiste français, directeur de recherche au CNRS et à l'INSERM, spécialisé dans la maladie de Parkinson.

## Débuts
Il a soutenu en 1988 à l'université Paris 6 une thèse en sciences de la vie intitulée Approche physiopathologique de la maladie de Parkinson : Analyse immunocytochimique du système mésostriatal et caractérisation de deux antigènes du corps de Lewy.

## Membre de sociétés savantes et de comités scientifiques
- 2007-2009 : Président du conseil scientifique de la Fédération pour la recherche sur le cerveau
- 2007-2009 : Président de la Société des neurosciences[2]
- Nommé à l'INSERM :
  - en 1995-1999, en qualité de membre élu de la commission scientifique spécialisée no 5 : Neurosciences A (mécanismes moléculaires et cellulaires des maladies du système nerveux ; maladies des organes des sens et du muscle)[3]
  - en 2003-2007, en qualité de membre élu de la commission scientifique spécialisée no 8 : Neurosciences et organes des sens[4]
  - en 2008-2012, en qualité de membre élu du conseil scientifique[5]

## Membre de comités de lecture de revues scientifiques
- Neuroscience (rédacteur en chef adjoint)[6]
- Journal of Neural Transmission (spécialisé dans les désordres du mouvement)[7]
- Journal of Neurochemistry (commission consultative d'évaluation)[8]
- Dementia and Geriatric Cognitive Disorders[9]
- Synapse[10]
- Frontiers in Neuroanatomy[11]

## Récompenses
- 1986 : Tourette Syndrome Association Award[12]
- 1990 : Young Researcher Award, de l'European Society for Neurochemistry[12]
- 1999 : Grand Prix de l'Académie des sciences / Fondation pour la recherche biomédicale (PCL) (maladie de Parkinson, prix François-Lhermitte)[13]